# Zbigniew Doda (prawnik)
Zbigniew Doda (ur. 23 sierpnia 1943 w Sobieniu Kiełczewskim, zm. 4 lutego 1999 w Warszawie) – polski prawnik, profesor nauk prawnych, karnista, sędzia Sądu Najwyższego.

## Życiorys
Był absolwentem liceum ogólnokształcącego w Brzesku. W 1965 ukończył studia prawnicze na Wydziale Prawa Uniwersytetu Jagiellońskiego. Następnie podjął pracę na macierzystej uczelni, w Katedrze Postępowania Karnego. W 1970 obronił pracę doktorską Rewizja nadzwyczajna (założenia konstrukcji i jej praktyczne implikacje  w polskiej procedurze karnej), w 1983 otrzymał stopień doktora habilitowanego na podstawie pracy Dopuszczalność zażalenia w polskim procesie karnym. W 1992 otrzymał tytuł naukowy profesora nauk prawnych
Od 1990 był sędzią Sądu Najwyższego. W latach 1996–1999 pełnił funkcję Prezesa Izby Karnej Sądu Najwyższego.
Znawca i glosator orzecznictwa Sądu Najwyższego, autor prawie 100 publikacji naukowych (m.in. przeglądów orzecznictwa), współautor kodeksu postępowania karnego z 1997, członek Komisji ds. Reformy Prawa Karnego.
Pod jego kierunkiem stopień naukowy doktora uzyskał Zbigniew Wrona. Pochowany na cmentarzu Rakowickim w Krakowie.